# Rich Rinaldi
Richard P. Rinaldi, detto Rich (Poughkeepsie, 3 agosto 1949), è un ex cestista statunitense, professionista nella NBA e nella ABA.

## Carriera
È stato selezionato dai Baltimore Bullets al terzo giro del Draft NBA 1971 (43ª scelta assoluta).